# Industriepark Noord (Sittard)
Industriepark Noord is een bedrijven- en industrieterrein in Sittard in de Nederlandse gemeente Sittard-Geleen. Het terrein is 269 hectare groot, waarvan 154,1 hectare is aangewezen als bedrijfsgebied (142,5 hectare netto). Er zijn 213 ondernemingen gevestigd waar 4892 arbeidsplaatsen worden gevuld.
Het terrein ligt aan de noordkant van Sittard, grenzend aan de gemeente Echt-Susteren. Het wordt in het noorden begrensd door de N297 van Born (A2) naar Duitsland (B56n en A46), het industriepark heeft hier ook een op-
en afrit richting Duitsland, en in het westen door de Spoorlijn Maastricht - Venlo. Het oostelijke, onbebouwde gedeelte van het terrein langs de oevers van de Geleenbeek en de Roode Beek is aangewezen als ecologische verbindingszone. Hier is onder andere het Parkbos Millen gelegen.

## Geschiedenis
Tot aan de Tweede Wereldoorlog was het gebied van het huidige bedrijventerrein nog in gebruik als landbouwgebied waarin een klein aantal boerderijen en woningen waren gelegen. Enkele oude panden zijn blijven bestaan en kunnen nog worden teruggevonden tussen de bedrijfspanden. In 1946 opende Philips aan de Rijksweg Noord een nieuw productiebedrijf voor onder andere de productie van onderdelen voor beeldbuizen. Deze fabriek omvatte vanaf 1975 steeds minder werkgelegenheid en in 2009 sloot het laatste, inmiddels verzelfstandigd, gedeelte definitief. Omstreeks 1966-1970 is begonnen met de beginfase van de aanleg van het bedrijventerrein. De laatste vrije kavels zijn omstreeks 2008 uitgegeven.

## Bedrijven
Industriepark Noord is een gemengd bedrijventerrein (bedrijven en kleinschalige kantoren). De bedrijven zijn voornamelijk actief in de branches groot- en detailhandel, industrie en logistiek.